# Оконешников, Антон Андреевич
Антон Андреевич Оконешников (18 февраля 1988 года, Киренск, Иркутская область, СССР) — российский режиссёр, театральный педагог.

## Биография
Родился в городе Киренск Иркутской области.
С 2006 по 2009 год учился в Санкт-Петербургском государственном политехническом университете на факультете атомного энергетического машиностроения. В 2014 году окончил режиссёрский факультет Российского государственного института сценических искусств, курс А. Д. Андреева. В 2016 году окончил магистратуру Новой сцены Александринского театра при РГИСИ (руководители М. М. Гацалов и В. В. Фокин).
С 2016 года — режиссёр-постановщик Александринского театра.
Живёт в Санкт-Петербурге.

## Спектакли

### Александринский театр
- 2015 — «Пуськи бятые», по сказкам Людмилы Петрушевской в инсценировке Анастасии Букреевой.[5] Идея Анны Соколовой.
- 2016 — «Двенадцать», по поэме Александра Блока[6][7]
- 2017 — «Томми», по пьесе Анастасии Букреевой (совместно с Фондом социально-культурных проектов)[8]
- 2017 — «СОЛНЦА ЬНЕТ», по мотивам либретто Алексея Крученых и Велимира Хлебникова к опере «Победа над Солнцем», поэме Владимира Маяковского «Хорошо!» и другим произведениям русских футуристов в инсценировке А. Букреевой и А. Соколовой[9][10][11].
- 2019 — «Вертинский. Русский Пьеро» по песням и новеллам Александра Вертинского[12]
- 2019 — «Игра в ящик», по текстам Анастасии Букреевой и Константина Федорова[13][14]
- 2020 — «Драма на шоссэ», по пьесе Бориса Акунина (совместно с Валерием Фокиным)[15]

### Другие площадки
- 2013 — «Talk радио», по пьесе Эрика Богосяна, РГИСИ[16]
- 2013 — «Спящая красавица», по мотивам сказки Шарля Перро, Ульяновский театр драмы им. И. А. Гончарова[17]
- 2014 — «Любовь», по пьесе Людмилы Петрушевской, РГИСИ[18]
- 2015 — «Царевна Верба», по пьесе Анны Батуриной, Театр на Соборной, Рязань[19][20]
- 2016 — «Божье дерево», по рассказам Андрея Платонова, Кировский драматический театр[21][22]
- 2017 — «17 писем в небеса», театр «На Моховой», Санкт-Петербург[23][24][25]
- 2017 — «Двенадцать месяцев», композитор И. Брондз, театр «Карамболь», Санкт-Петербург[26][27]
- 2018 — «Маршрут старухи», променад-спектакль по мотивам повести Даниила Хармса в инсценировке Анастасии Букреевой и Константина Федорова, Санкт-Петербург[28]
- 2019 — «Большой секрет для маленькой компании», на стихи Юнны Мориц, композитор Сергей Никитин, по пьесе Анастасии Букреевой, театр «Карамболь», Санкт-Петербург[29]

## Участие в театральных проектах
- 2014 — Экспериментальная творческая лаборатория «Молодые драматурги — юным зрителям», эскиз по пьесе А. Батуриной «Царевна Верба», Театр на Соборной, Рязань[30]
- 2014 — Режиссёрская лаборатория «ON. Театр», эскиз спектакля по пьесе Максима Курочкина «Класс Бенто Бончева», Санкт-Петербург[31]
- 2015 — Творческие режиссёрские мастерские «Подросток и война», эскиз спектакля по военным рассказам А. Платонова, Театр на Соборной, Рязань[32]
- 2015 — Проект «Современная европейская драматургия на Новой Сцене», Новая Сцена Александринского театра, Санкт-Петербург[33]
- 2016 — Фестиваль «Новая пьеса для детей», Новая Сцена Александринского театра, (А. Букреевой «Томми», Н. Наумова «Тонкая кисть из меха пони»), Санкт-Петербург[34][35]
- 2016 — Всероссийский фестиваль «Пять вечеров» им. Александра Володина, проект «Первая читка» (А. Букреева «Чужой»), Санкт-Петербург[36]
- 2018 — Лаборатория «Маленькая ремарка» в рамках фестиваля «Арлекин» (А. Букреева «Бабочки»)[37]
- 2019 — Куратор и режиссёр фестиваля «Формы танца», Новая сцена Александринского театра
- 2020 — Куратор и режиссёр программы «Другая сцена» Александринского театра[38]

## Награды и номинации
- 2016 — диплом Ассоциации театральных критиков России «За успешный творческий поиск на территории тотального детского театра» в рамках конкурса на соискание Российской национальной театральной премии «Арлекин» за спектакль «Пуськи бятые»; Специальная премия Жюри «Эксперимент»[39][40]
- 2018 — спектакль «СОЛНЦА ЬНЕТ» номинирован на высшую премию Санкт-Петербурга «Золотой софит» («лучший спектакль на малой сцене» и «лучшая работа художника-сценографа»)[41]
- 2018 — спектакль «СОЛНЦА ЬНЕТ» вошёл в long list национальной премии «Золотая маска», а также отмечен молодёжным жюри премии Прорыв («Лучший режиссёр»)[42]
- 2018 — спектакль «Двенадцать месяцев» номинирован на национальную премию «Золотая маска» в пяти номинациях: «Лучший спектакль в оперетте/мюзикле», «Лучшая работа режиссёра», «Лучшая работа художника по костюмам», «Лучшая женская роль» (Юлия Коровко), «Лучшая роль второго плана» (Лина Нова)[43]
- 2019 — спектакль «Большой секрет для маленькой компании» стал лауреатом премии «Золотой софит» («Лучший спектакль в оперетте и мюзикле»,"Лучшая работа художника в музыкальном театре")[44]
- 2019 — спектакль «Большой секрет для маленькой компании» номинирован на национальную премию"Золотая маска"(«Лучший спектакль в оперетте/мюзикле», «Лучшая работа режиссёра»,"Лучшая работа дирижёра"(Сергей Тарарин), «Лучшая работа художника по костюмам в музыкальном театре» (Елена Жукова), «Лучшая работа художника в музыкальном театре»(Таисия Хижа) «Лучшая женская роль» (Юлия Коровко)[45]